# Embargo (groupe)
Pour les articles homonymes, voir Embargo (homonymie).
Embargo est un groupe de musique électronique français, originaire d'Alsace[réf. nécessaire], créé en 1998 par David Toinet, Philippe Beaureperre et Michel Laubacher 

## Biographie
David Toinet s'est fait connaître dans les années 1990 sous le nom de DJ Dave King, Michel Laubacher résident à l'étoile, la discothéque emblématique du Grand Est.(Metz/Augny57).Lorsqu'ils ont formé le trio "Embargo!", Philippe, David et Michel à la fin des années 1990. Ils se font connaître grâce à leur single hard house Embargo! sorti en 1999, qui a atteint la 21e place des hit-parades français et la 46e place en Belgique,. Hystérie, sorti un an plus tard, atteint les 18e et 33e places des hit-parades français et belge. D'autres singles comme Blackout et Scream ont eu moins de succès.
En 2001, un autre album intitulé Technology sort, qui atteint la 81e place des charts. En 2002, ils s'associent à Floorfilla sur la compilation Techno Clash. Le groupe ne donne que sporadiquement quelques signes d'activité depuis 2003.

## Discographie

### Albums studio
- 2001 : Technology
- 2009 : Embargo

### Singles
- 1999 : Embargo
- 1999 : Hystérie
- 2000 : Black Out
- 2000 : Scream
- 2009 : Embargo 2009
- 2012 : Krypton (vs. Alex Oshean)